# Lee-Kesler-Methode
Die Lee-Kesler-Methode – benannt nach Byung Ik Lee und Michael G. Kesler – erlaubt es, für einen beliebigen Stoff den Sättigungsdampfdruck Ps bei der Temperatur T mittels des kritischen Drucks Pc, der kritischen Temperatur Tc und dem azentrischen Faktor ω des Stoffes nach folgender Gleichung abzuschätzen:
{\displaystyle \ln P_{r}^{*}=f^{(0)}+\omega \cdot f^{(1)}}
{\displaystyle f^{(0)}=5{,}92714-{\frac {6{,}09648}{T_{r}}}-1{,}28862\cdot \ln T_{r}+0{,}169347\cdot T_{r}^{6}}
{\displaystyle f^{(1)}=15{,}2518-{\frac {15{,}6875}{T_{r}}}-13{,}4721\cdot \ln T_{r}+0{,}43577\cdot T_{r}^{6}}
mit
{\displaystyle P_{r}^{*}={\frac {P_{s}}{P_{c}}}} (reduzierter Dampfdruck) und {\displaystyle T_{r}={\frac {T}{T_{c}}}} (reduzierte Temperatur)
Der Fehler kann bei polaren Stoffen und kleinen Drücken bis zu 10 % betragen, i. a. ist der berechnete Druck zu niedrig. Bei Drücken über 1 bar, also oberhalb des Siedepunktes ist der Fehler kleiner als 2 %.

## Beispielrechnung
Für Benzol ergibt sich mit
- Tc = 562,12 K[3]
- Pc = 4898 kPa[3]
- Tb = 353,15 K[4]
- ω = 0,2120[5]

folgende Rechnung für T=Tb:
- Tr = 353,15 / 562,12 = 0,628247
- f(0) = −3,167428
- f(1) = −3,429560
- Pr* = exp( f(0) + ω f(1) ) = 0,020354
- Ps = Pr * Pc = 99,69 kPa

Richtig wäre P = 101,325 kPa, der Normaldruck. Die Abweichung beträgt somit −1,63 kPa oder −1,61 %.
Es ist darauf zu achten, dass T und Tc sowie P und Pc jeweils in den gleichen Einheiten verwendet werden; welche Einheit es aber ist, ist durch die Verwendung der reduzierten Größen Tr und Pr ohne Bedeutung. Eine Einschränkung dieser Aussage ist, dass eine absolute Temperatureinheit benutzt werden muss, also etwa Kelvin und Rankine, jedoch nicht Grad Fahrenheit, Grad Celsius oder Grad Réaumur.